# Pukinsaari, S:t Michel
Pukinsaari är en ö i Finland. Den ligger i sjön Asilanlampi och i kommunen Sankt Michel i den ekonomiska regionen  S:t Michel och landskapet Södra Savolax, i den södra delen av landet, 220 km nordost om huvudstaden Helsingfors. Öns area är omkring 520 kvadratmeter och dess största längd är 30 meter i nord-sydlig riktning.